# Cancer de l'ovaire
 Mise en garde médicale
Le cancer de l'ovaire est une forme de cancer affectant un ovaire. Il se développe généralement à partir du revêtement de surface des ovaires. La forme la plus fréquente est le carcinome épithélial de l'ovaire. Les formes rares, comme les tumeurs germinales de l'ovaire ou les tumeurs borderline , justifient d'une prise en charge spécifique.
Le cancer de l'ovaire est en général de mauvais pronostic car découvert souvent tardivement. L'ovaire est situé dans le petit bassin et une lésion tumorale peut se développer lentement sans signes cliniques. Le traitement repose sur une chirurgie la plus complète possible associé à la chimiothérapie qui réduit le risque de récidive. Lorsque le cancer est très évolué, la chimiothérapie améliore la qualité de vie des patientes et augmente la durée de survie.

## Épidémiologie

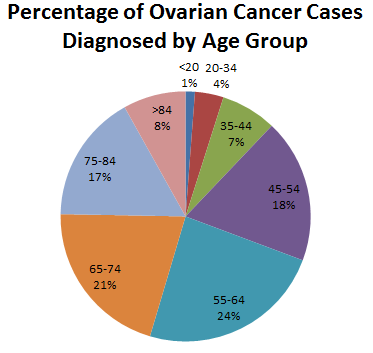
Pourcentage de cas de cancers du sein diagnostiqué par groupe d'âge

L'incidence est plus élevée en Europe et aux États-Unis, comparativement au Japon et aux pays peu industrialisés.
En 2005, et en France, l'incidence du cancer de l'ovaire a été de 8,1/100 000 femmes, avec une mortalité de 4,6/100 000 femmes. Les pics de l'incidence et de la mortalité par tranche d'âge se situent entre 55 et 94 ans. Avec une incidence de 4,375 nouveaux cas diagnostiqués en France en 2005, il représente 3,2 % de l’ensemble des nouveaux cancers féminins. Avec 3,180 décès par an, le cancer de l’ovaire se situe au 13e rang de l’ensemble des décès par cancer, et au 4e rang des décès par cancer chez la femme,.
La contraception œstro-progestative diminuerait très sensiblement les risques de ce cancer, ce qui pourrait expliquer la diminution globale de son incidence.

## Causes ou facteurs de risque
Deux facteurs de risque de cancer de l'ovaire sont clairement reconnues
1. avoir subi des irradiations de la sphère pelvienne (même pour des désordres gynécologique bénins)[5].
2. prédisposition « génétiques »  : cinq à dix pour cent des cas sont familiaux associant cancer du sein et de l'ovaire soit dans le cadre d'un syndrome de Lynch de type II ou d'une mutation du gène BRCA1 (chromosome 17q21) ou BRCA2, une anomalie de ces deux derniers gènes étant retrouvée dans un peu plus de 10 % des cas de cancer de l'ovaire[6].

D'autres causes externes sont suspectées ou avérées :
- l'utilisation d'un traitement substitutif pour la ménopause ; il augmenterait légèrement le risque de cancer ovarien[7] ;
- l'exposition à une alimentation ou à une eau potable trop riche en nitrates ; avec alors un cancer apparaissant chez la femme âgée[8] (de même que pour le cancer de la vessie[8]) ;
- certains médicaments utilisés dans le traitement de la stérilité ont été suspectés un temps comme possiblement cancérigènes[9]. Cela n'a pas été confirmé lors d'une étude de grande ampleur[10] ;
- la nulliparité (le fait de n'avoir jamais eu d'enfant), l'âge précoce des premières règles et une ménopause tardive seraient également associés avec une augmentation du risque[1]. Plusieurs hypothèses explicatives ont été données à ce phénomène : traumatismes répétés de l'ovaire par le nombre d'ovulations[11], rôle de la sécrétion des hormones gonadotropes[12], d'une inflammation chronique[1] ;
- l'endométriose [13] surtout s'il existe une localisation ovarienne[14]. Toutefois moins de 1% des patientes ayant une endométriose développeront un cancer de l'ovaire.
- l'exposition à l'amiante : Au vu des nombreuses études scientifiques de qualité montrant un lien entre les cancers du larynx et des ovaires et l'exposition à l'amiante, en 2022, l'Anses a conclu des preuves apportées par diverses études que le lien causal est avéré, ce qui constitue un argument fort en faveur de la création de tableaux de maladies professionnelles (pour le cancer de l'ovaire et le cancer du larynx) : « L'exposition professionnelle des femmes à l'amiante concerne en particulier la fabrication de textiles non inflammables. Certains secteurs les exposent aussi à l'amiante de façon indirecte, tels que le secteur de la santé, dans lequel les femmes sont surreprésentées. « Le groupe d'expert estime qu'il faudrait plus de données pour documenter l'exposition des femmes à l'amiante et les impacts sur leur santé » »[15].

## Symptômes
Ils sont non spécifiques, ce qui explique en partie le retard au diagnostic, mais souvent présents (chez environ les 3/4 des patientes). Les plus fréquents, selon une étude du JAMA sont dans l'ordre :
- des douleurs dorsales (45 %)
- fatigabilité (ou asthénie) (34 %)
- météorisme (sensation de gonflement de l'abdomen) (27 %)
- des douleurs abdominales (22 %)
- des symptômes urinaires (16 %)

Ces symptômes peuvent coexister (la plupart des patientes en présentent au moins deux simultanément).

## Diagnostic
Devant les signes décrits ci-dessus, le gynécologue ou le généraliste demande une échographie abdomino-pelvienne qui retrouve le plus souvent :
- une masse dans le petit bassin ;
- un épanchement liquidien dans l'abdomen (ascite) ;
- des adénomégalies rétro-péritonéales ;
- des lésions diffuses sur le péritoine, voire dans le foie.

Cette échographie peut être faite également par voie transvaginale, permettant de mieux visualiser les structures pelviennes. La place du scanner ou de l'imagerie par résonance magnétique reste à évaluer.
En fonction des résultats de cette échographie, on propose soit une simple surveillance si la masse est peu suspecte (il peut s'agir alors d'un kyste ovarien bénin), soit une biopsie sous cœlioscopie ou laparotomie. Dans le cas où les images observées à l'échographie sont fortement suspectes, la laparotomie est souvent décidée.
Le diagnostic de cancer de l'ovaire est fait sur un prélèvement des anomalies abdominales. 

### Marqueurs tumoraux
Le dosage du CA 125 sérique avant la chirurgie et avant le début de la chimiothérapie est un standard. Ce marqueur n'est cependant pas assez spécifique pour servir, seul, de dépistage. Il est utile dans le suivi de la patiente. Le dosage HE4 a une sensibilité équivalente mais une meilleure spécificité que le CA 125.
Chez la femme jeune, le dosage de l’AFP et de la HCG est recommandé pour exclure une tumeur germinale.

## Anatomopathologie

### Classification anatomopathologique

#### Classification histopathologique des carcinomes épithéliaux de l'ovaire (OMS)
- Cystadénocarcinome séreux (42 %)
- Carcinome endométrioïde (15 %)
- Carcinome à cellules claires (6 %), de mauvais pronostic
- Cystadénocarcinome mucineux, rares et de mauvais pronostic[19]
- Carcinome indifférencié
- Tumeur mixte épithéliale

#### Lésions non épithéliales
- Tumeur de Brenner
- Tumeur germinale
- Tumeur des cordons sexuels (HCG)
- Tumeur de Krukenberg
- Tumeur non classée

Les lésions de Krukenberg sont des métastases ovariennes d'un adénocarcinome d'une autre origine (estomac, sein). Le carcinome séreux du péritoine se traite comme un carcinome épithélial de l'ovaire.

### Grade histopathologique
Le grade a un intérêt pronostic et thérapeutique, principalement pour les tumeurs de stade FIGO I ou II
- Grade I : différencié
- Grade II : moyennement différencié
- Grade III : indifférencié

## Bilan d'extension
Dans son évolution naturelle, le cancer de l'ovaire s'étend progressivement de l'ovaire au pelvis, envahit le péritoine et enfin dissémine des métastases au poumon, au foie et parfois au cerveau.
Lorsque le cancer est confirmé, le bilan d'extension outre l'exploration de l'abdomen comprend une imagerie hépatique et thoracique. L'exploration de l'abdomen est généralement réalisée au cours d'une laparotomie. C'est cette intervention qui permet de définir précisément le stade de la maladie. C'est également à ce moment que le chirurgien décide quel type d'intervention faire. L'expérience de l'équipe chirurgicale est prépondérante dans la qualité de la prise en charge.
Les épanchements pleuraux découverts sur les imageries thoraciques doivent être ponctionnés à la recherche de cellules cancéreuses. Un imagerie de l'encéphale (IRM ou TDM) n'est réalisée que s'il existe des signes neurologiques en faveur d'une atteinte.
La présence de lésions au niveau du foie, de la plèvre et du poumon sont synonymes d'une dissémination métastatique.

## Classification
Elle a été définie en 2002 par la fédération internationale de gynécologie et d'obstérique et permet de faciliter la détermination du pronostic.
- Stade I : tumeur limitée aux ovaires
  - IA : Atteinte d'un seul ovaire, capsule intacte ; pas de végétation externe, ni d'ascite.
  - IB : Atteinte des deux ovaires, capsules intactes ; pas de végétation externe, ni d'ascite.
  - IC : Tumeur IA ou IB avec rupture capsulaire ou végétation externe ou ascite ou liquide de lavage péritonéal contenant des cellules néoplasiques.
- Stade II : tumeur ovarienne étendue aux autres organes du petit bassin
  - IIA : Extension à l'utérus et, ou aux trompes.
  - IIB : Extension aux autres organes du petit bassin.
  - IIC : Tumeur IIA ou IIB avec végétations externes ou ascite ou liquide de lavage péritonéal contenant des cellules néoplasiques.
- Stade III : tumeur ovarienne étendue au péritoine extra pelvien et / ou atteignant les ganglions rétro-péritonéaux ou inguinaux (métastases régionales)
  - IIIA : Extension microscopique au péritoine abdominal.
  - IIIB : Localisation(s) péritonéale(s) macroscopique(s) de taille inférieure à 2 cm de diamètre ; ganglions négatifs.
  - IIIC : Localisation(s) péritonéale(s) de taille supérieure à 2 cm de diamètre et, ou atteinte d'un ganglion rétro péritonéal ou inguinal.
- Stade IV : métastases à distance. Un examen cytologique, en cas d'épanchement pleural, est obligatoire.

## Pronostic
Au diagnostic, les facteurs de bon pronostic sont (ESMO) :
- Stade TNM
- Tumeur de petite taille (avant et après chirurgie)
- Jeune âge
- Bon état général
- Tumeur autre que mucineuse ou à cellules claires
- Tumeur bien différenciée
- Absence d'ascite

En cours de prise en charge :
- L'absence de normalisation du CA 125 après 3 cycles est un facteur de mauvais pronostic
- Une récidive moins de six mois après une chimiothérapie à base de platine, est de mauvais pronostic ; survie médiane inférieure à un an contre plus de trois ans si récidive tardive.

Le pronostic des cancers de l'ovaire reste médiocre malgré les progrès thérapeutiques récents. Le diagnostic tardif de ces lésions, à un stade avancé, est la principale cause de ce mauvais pronostic. Tous stades confondus, la survie à cinq ans est inférieure à 40 %.[réf. nécessaire]
La survie à cinq ans est de :
- IA grade 1 : > 90 %
- IA ex grade 1 : 80 %
- IB : 75 %
- IC : 70 %
- IIA : 60 %
- IIB/C : 55 %
- III sans résidu tumoral : 40 %
- III avec résidu tumoral : 20 %
- IV : < 10 %

## Traitement

### Chirurgical
La chirurgie est un temps essentiel de la prise en charge des tumeurs épithéliales de l'ovaire. Chez les patientes non métastatiques, l'objectif est une cytoréduction maximale.
En situation métastatique, il semble y avoir un avantage à une cytoréduction maximale.
On qualifie la chirurgie de :
- complète lorsque le résidu tumoral post-opératoire est nul ;
- optimale quand le résidu tumoral est inférieur à 1 cm ;
- sub-optimale quand le résidu est supérieur à 1 cm ;
- palliative quand aucun geste d'exérèse ne peut être réalisé.

#### Laparotomie initiale
Temps essentiel du traitement, la laparotomie comporte un premier temps d'exploration de la cavité péritonéale, de prélèvement, puis d'exérèse. La FIGO a édité des recommandations concernant la chirurgie des tumeurs épithéliales de l'ovaire.
Elle comporte une incision médiane. Une cytologie péritonéale est faite, soit par prélèvement du liquide d'ascite, soit par irrigation de la cavité péritonéale et analyse cytologique du liquide recueilli. Elle permet l'exploration détaillée de la cavité péritonéale et la description des lésions.
Suivant les cas, elle se poursuit par une hystéro-salpingo-ovariectomie bilatérale et omentectomie (ablation de l'utérus, des deux trompes, des deux ovaires et de l'épiploon) en notant les caractéristiques macroscopiques de la tumeur : adhérences, végétations, etc. La cytoréduction la plus complète possible en évitant d'être mutilante (résection trop étendue du grêle, stomie définitive…), le but étant de parvenir à l'absence de résidu tumoral. En effet le pronostic est directement corrélé avec le niveau de cytoréduction. En l'absence de tumeur macroscopique dans le péritoine, elle est complétée par des biopsies des gouttières pariétocoliques, une exploration et biopsies des coupoles diaphragmatiques. Elle est accompagnée d'une exérèse des adénopathies suspectes pelviennes et rétro-péritonéales dans les stades précoces (pour staging complet) ou lorsqu'une exérèse macroscopiquement complète des lésions est envisagée. En l'absence d'anomalie, l'exérèse peut être remplacée par de simples biopsies.
Dans les cas strictement locaux et lorsqu'il existe un désir de grossesse, une ovariectomie unilatérale peut être proposée, avec le risque de sous-estimer l'extension réelle de la maladie, ce qui survient dans environ un tiers des cas.

#### Intervention de cytoréduction précoce (ou chirurgie d'intervalle)
Ce type d'intervention est nécessaire pour des patientes atteintes d'un stade avancé chez lesquelles une intervention initiale "optimale" (laissant une maladie résiduelle) n'a pas été possible. L'objectif est d'éliminer toute maladie résiduelle macroscopique, si nécessaire à l'aide de résection(s) digestive(s).

#### Intervention d'évaluation (ou«second look»)
Elle est destinée à établir la réponse à une chimiothérapie initiale et à préparer éventuellement un traitement intra-péritonéal de consolidation. Cette intervention, dont l'impact sur la survie est discutable, ne peut être systématique.

#### Chirurgie des stades métastatiques
Il n'y a pas aujourd'hui de consensus sur la prise en charge chirurgicale des adénocarcinomes métastatiques de l'ovaire. Néanmoins, cette chirurgie doit être discutée chez certaines patientes, en particulier lorsque le bilan initial permet de penser qu'il sera possible de pratiquer l'exérèse de toutes les lésions visibles,.

### Médical
Dans le cancer de l'ovaire on parle de chimiothérapie de première ligne ou de seconde ligne.
La chimiothérapie de première ligne correspond :
- à une chimiothérapie adjuvante après chirurgie complète d'une tumeur épithéliale de l'ovaire localisée ;
- à une première ligne de chimiothérapie pour une tumeur localisée (stades I à III) non opérable ou non extirpable. Une chirurgie d'intervalle peut être proposée après trois cures chez certaines patientes ;
- une première ligne de chimiothérapie chez les patientes métastatiques, précédée ou non d'une chirurgie.

Il existe un gain en survie globale si l'on utilise un sel de platine dans la chimiothérapie de première ligne.
Le cisplatine et le carboplatine ont une efficacité équivalente avec des profils de toxicité différents.
La densité de la dose de platine doit être supérieure à 25 mg·m-2 par semaine.
L'impact du paclitaxel en première ligne reste incertain. Les études du GOG et de l'Organisation européenne pour la recherche et le traitement du cancer sont en faveur du paclitaxel, l'étude ICON3 ne retrouve pas cet avantage.
L'essai du SCOTROC montre une efficacité équivalente entre le docétaxel-carboplatine et paclitaxel-carboplatine.
Anthracycline : les résultats sont toujours controversés. Il n'y a pas d'avantage retrouvé à ajouter une anthracycline à un protocole comprenant un taxane et un sel de platine.

#### Chimiothérapie intra-péritonéale
Le cancer de l'ovaire est une maladie qui évolue essentiellement dans le péritoine. L'idée d'injecter la chimiothérapie directement dans la cavité péritonéale est donc séduisante et a été émise dès 1978. Il existe un intérêt certain à cette méthode. Néanmoins la toxicité est sévère avec une dégradation importante de la qualité de vie, et la technique reste complexe, avec des complications possibles. Cette procédure n'est pas très répandue.

#### Chimiothérapie de consolidation
Chez les patientes opérées de façon complète d'une tumeur de l'ovaire, qui ont reçu une chimiothérapie complète (en général six cures de Taxol - carboplatine), la poursuite d'une chimiothérapie de consolidation a été étudiée. Cette chimiothérapie de consolidation semble améliorer la durée de survie sans rechute mais n'améliore pas la survie globale. Elle a pour inconvénients de prolonger la durée de traitement et d'alourdir la toxicité de la chimiothérapie. Cette chimiothérapie de consolidation n'est donc pas un standard aujourd'hui.

#### Chimiothérapie de deuxième ligne
Elle correspond à une seconde ligne de chimiothérapie chez une patiente en progression en cours de la première ligne de chimiothérapie, ou à une reprise de chimiothérapie dans le cadre d'une récidive après un traitement initial à visée curatif comprenant une chimiothérapie de première ligne. 
Elle peut être à base de Cis-platinum avec du paclitaxel ou de la gemcitabine.

#### Autres
La radiothérapie est peu utilisée dans la prise en charge du cancer de l'ovaire. Dans certaines conditions tout à fait exceptionnelles, la radiothérapie peut être utilisée pour réduire la taille d'une lésion responsable d'une compression.
Le bevacizumab, anticorps monoclonal ciblant l'angiogenèse, a quelques résultats prometteurs. Les résultats de deux essais de phase III, GOG 218 et ICON7, où le bevacizumab a été utilisé en première ligne, en association avec le traitement de référence (six cycles de Taxol carboplatine), sont attendus pour 2010. Ces résultats pourraient modifier la prise en charge des cancers de l'ovaire en première ligne.
D'autres thérapies ciblées sont en cours d'évaluation dans le cancer de l'ovaire mais à des stades de recherche moins avancés. Citons :
- l'aflibercept est un analogue des récepteurs solubles du VEGF.
- le cediranib et le pazopanib sont des inhibiteurs de tyrosine kinase multi-cible pour lesquels des essais de phase III sont en cours dans le cancer de l'ovaire en rechute.
- la 3-déazaneplanocine A

## Stratégie thérapeutique

### Stades limités (I et II)
La chirurgie consiste en une laparotomie initiale, complétée par une hystérectomie, annexectomie et ovariectomie bilatérale. La chirurgie conservatrice peut être discutée chez une jeune femme désireuse de maternité.
La chimiothérapie adjuvante n'est pas utile dans la plupart des stades I, le pronostic à long terme étant excellent.
Chimiothérapie adjuvante :
- Stades IA grade I : pas de chimiothérapie adjuvante.
- Stades IB, IC, IIA, IIB, IIC : six cycles d'une polychimiothérapie à base de sel de platine[37], associé à un taxane ou à une anthracycline : PE3 ou Carboplatine-Taxol.

### StadesIIIetIV
L'objectif chirurgical est d'obtenir un résidu tumoral nul sans chirurgie délabrante. 
La chimiothérapie de première ligne est proposée en cas d'exérèse initiale optimale (résidu nul), basée sur six cycles d'une polychimiothérapie.
En cas d'exérèse incomplète (résidu macroscopique ou supérieur à 1 cm), il est proposé d'effectuer trois cycles de chimiothérapie avec une réintervention de cytoréduction précoce, suivis de trois nouveaux cycles de la même chimiothérapie, seule ou en association avec une chimiothérapie intra-péritonéale. L'efficacité de ce plan reste controversée,.
Deux essais randomisés ayant montré une augmentation de la survie avec l'administration précoce de chimiothérapie intra-péritonéale, un cathéter intra-péritonéal peut être mis en place lors de l'intervention de cytoréduction précoce lorsqu'il n'existe plus de résidu macroscopique (réponse complète clinique ou résection complète du résidu tumoral).
Les patientes survivent dans 80 % des cas.

### Traitement de la rechute
Le dosage du CA 125 est pertinent pour surveiller l'évolution d'un cancer de l'ovaire (ESMO 2005). Un scanner est indiqué en cas d'élévation du CA 125. L'élévation de ce marqueur indique très souvent une rechute, avec un mauvais pronostic, quel que soit le traitement.
Malgré une prise en charge initiale correcte, le risque de rechute est important. Au stade de rechute, il est rare de pouvoir proposer un traitement curatif. Le délai entre la rechute et la fin de la chimiothérapie initiale est un paramètre essentiel pour guider la stratégie thérapeutique. L'objectif du traitement est de prolonger la survie et retarder les complications liées à la maladie.
Le traitement anti-cancéreux repose principalement sur la chimiothérapie. Il y a peu de place pour la chirurgie dans ce contexte. 
Les soins de support (nutrition, douleur, soutien psychologique, soins palliatifs) sont une dimension essentielle de la prise en charge.
- Progression clinique et radiologique 6 mois ou plus après l'administration de dérivé de platine : chimiothérapie comportant un sel de platine.
- Progression clinique et radiologique moins de 6 mois après l'administration de dérivé de platine : autre chimiothérapie.
- Augmentation isolée du CA 125 (asymptomatique, imagerie normale) : pas de traitement ou tamoxifène 20  à   60 mg par jour.
- Progression ganglionnaire périphérique isolée et unique : exérèse chirurgicale, plus ou moins radiothérapie, puis surveillance.

## Dépistage
Il est malaisé car ne donnant que des signes très peu spécifiques au début. L'intérêt est faible, en dehors des patientes à haut risque, sans influence démontrée sur la mortalité.
Chez les patientes considérées à haut risque (porteuses d'une mutation sur le gène BRCA1 ou BRCA2), un examen régulier par échographie transvaginale avec dosage du marqueur CA 125 est recommandée à partir de 35 ans, voire plus tôt s'il existe une notion de forme familiale précoce. Il peut être proposé une ovariectomie bilatérale systématique chez celles-ci si elles ont plus de 40 ans et en l'absence de désir d'enfant.